# Vallérargues
Vallérargues település Franciaországban, Gard megyében. Lakosainak száma 132 fő (2022. január 1.). Vallérargues Belvézet, Bouquet, La Bruguière és Lussan községekkel határos.

## Népesség
A település népessége az elmúlt években az alábbi módon változott:
| Lakosok száma | 93   | 96   | 108  | 133  | 143  | 138  | 140  | 142  | 139  | 132  |
|               | 1968 | 1982 | 1990 | 2006 | 2013 | 2015 | 2017 | 2019 | 2020 | 2022 |